# Долина семи замков
«Долина семи замков» (фр. Vallée des Sept Châteaux, нем. Tal der sieben Schlösser, люкс. Dall vun de siwe Schlässer) — неофициальное название долины реки Эйш в центральном Люксембурге. Долина простирается от слияния с рекой Альзет вверх по течению до Штейнфорта на границе с Бельгией.
Она получила своё название в честь группы из семи замков, расположенных вдоль её территории. Эти семь замков (в порядке следования вверх по течению):
- Мерш
- Шёнфельс
- Холленфельс
- Старый замок Ансамбур
- Новый замок Ансамбур
- Сетфонтен
- Кёрих

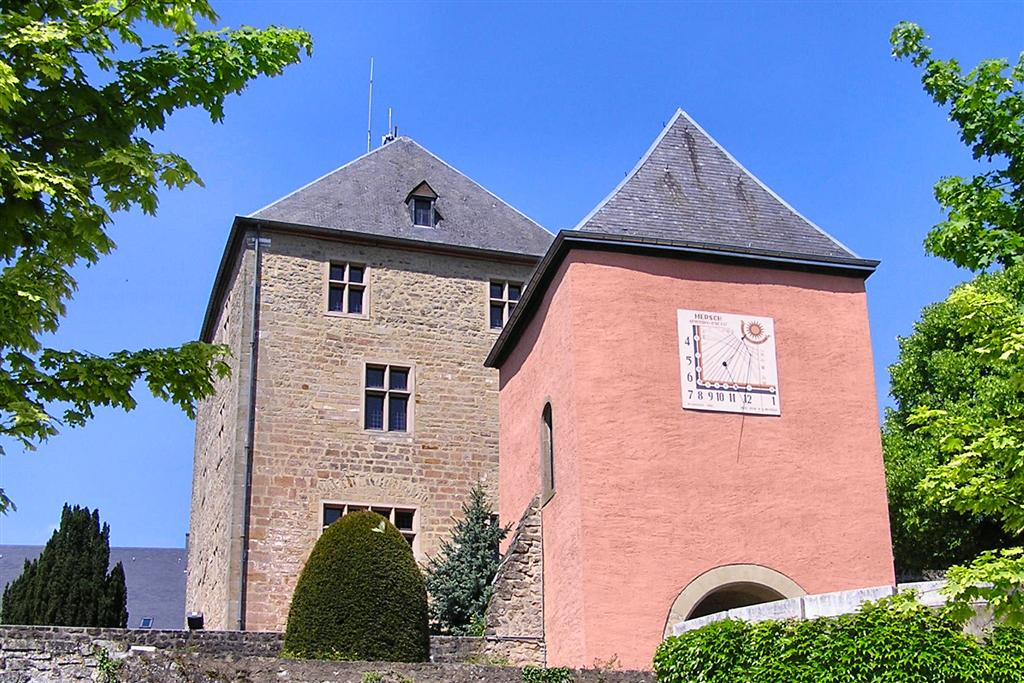
Замок Мерш
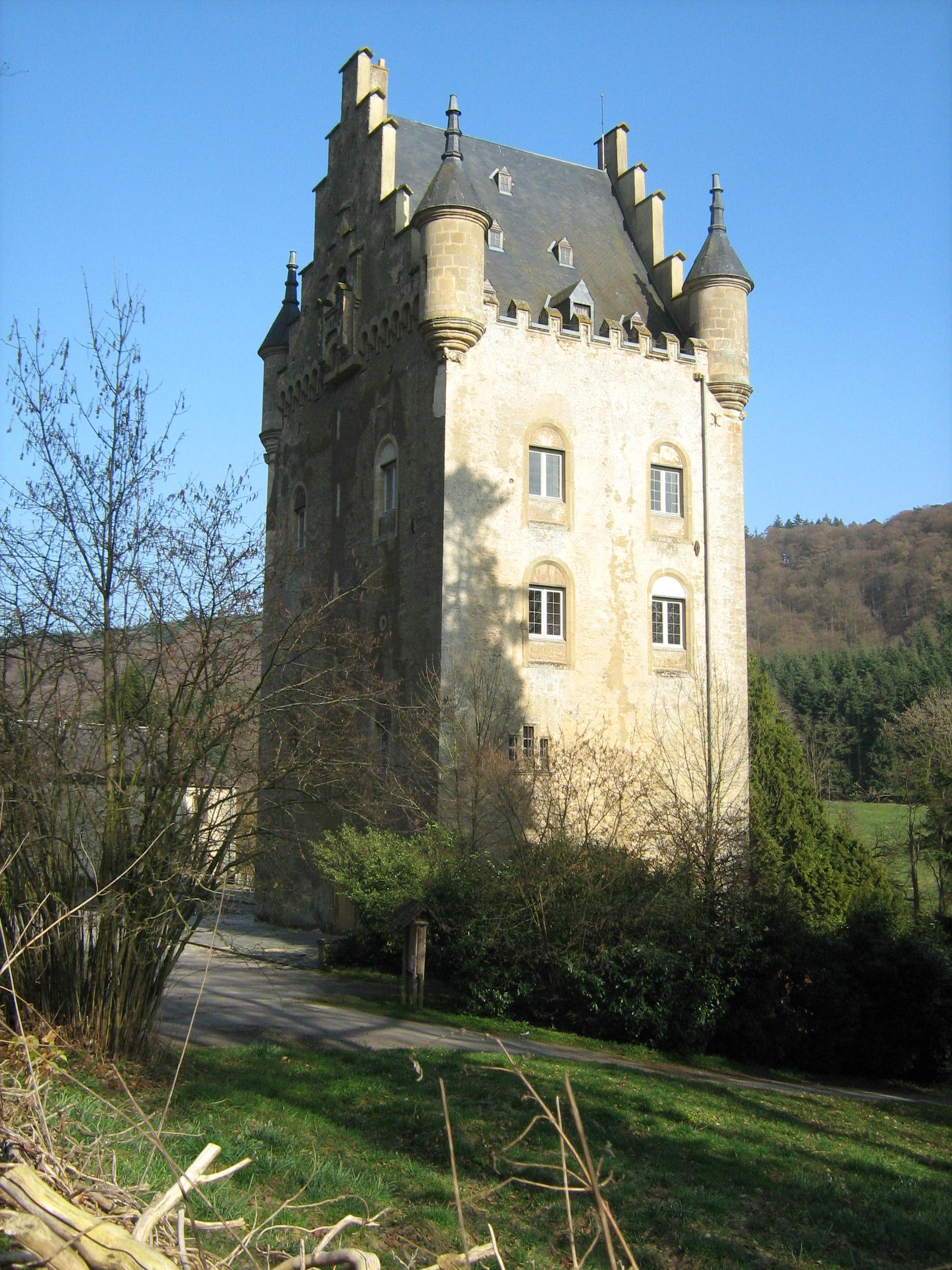
Замок Шёнфельс
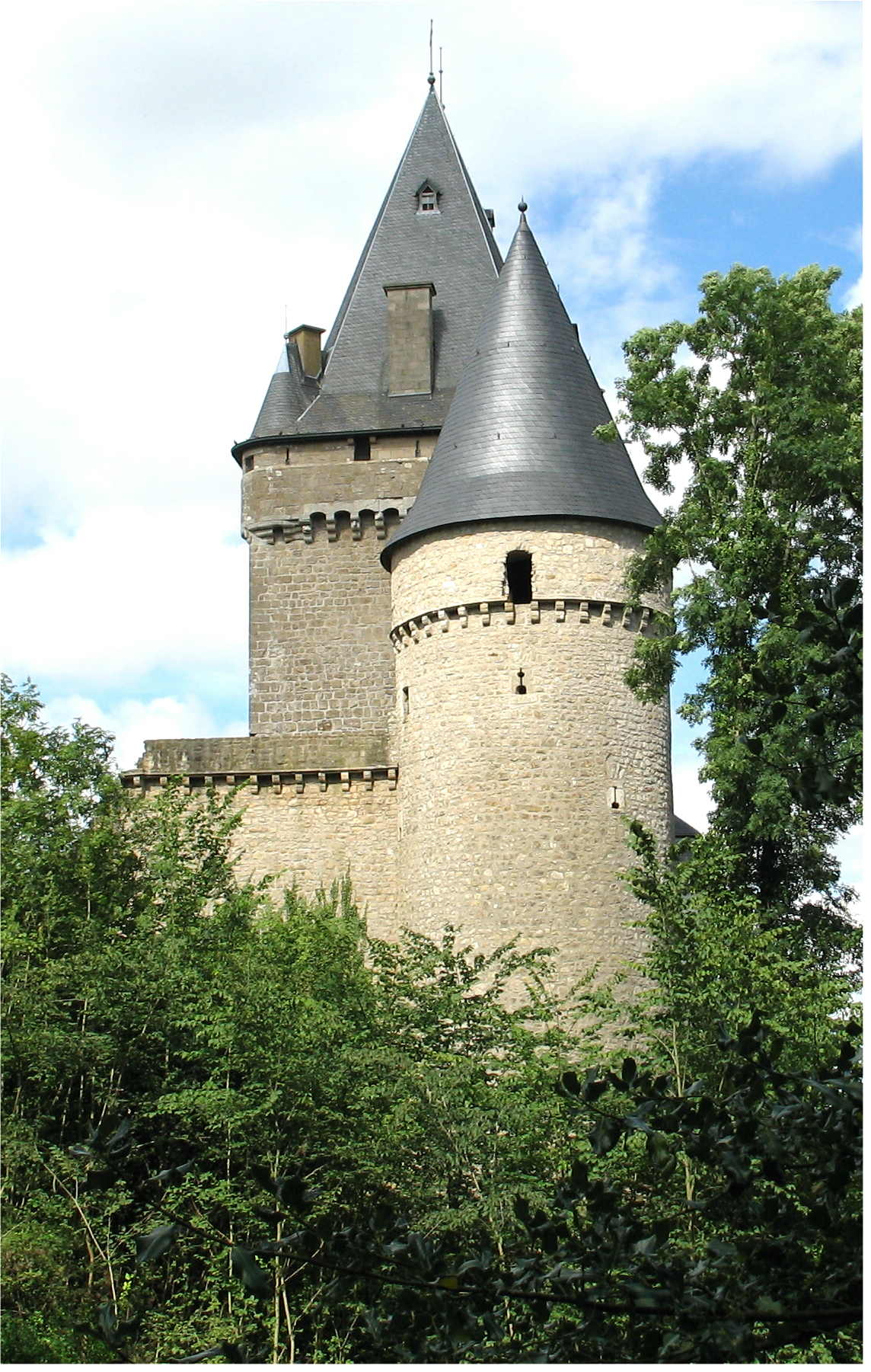
Замок Холленфельс
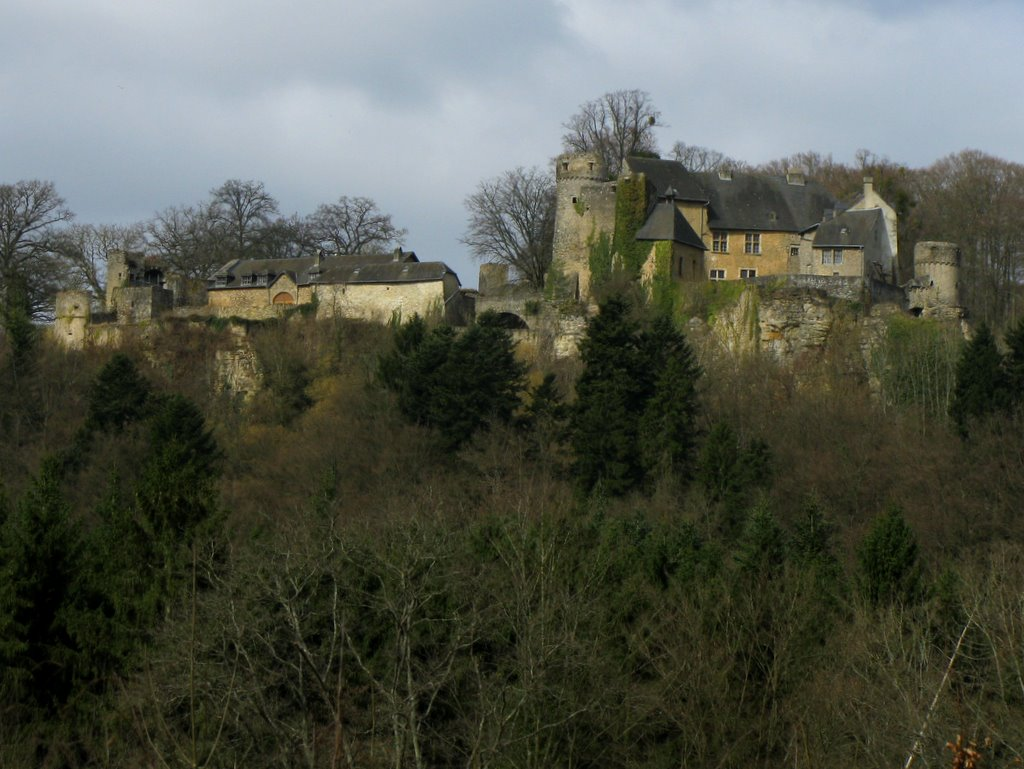
Старый замок Ансамбур
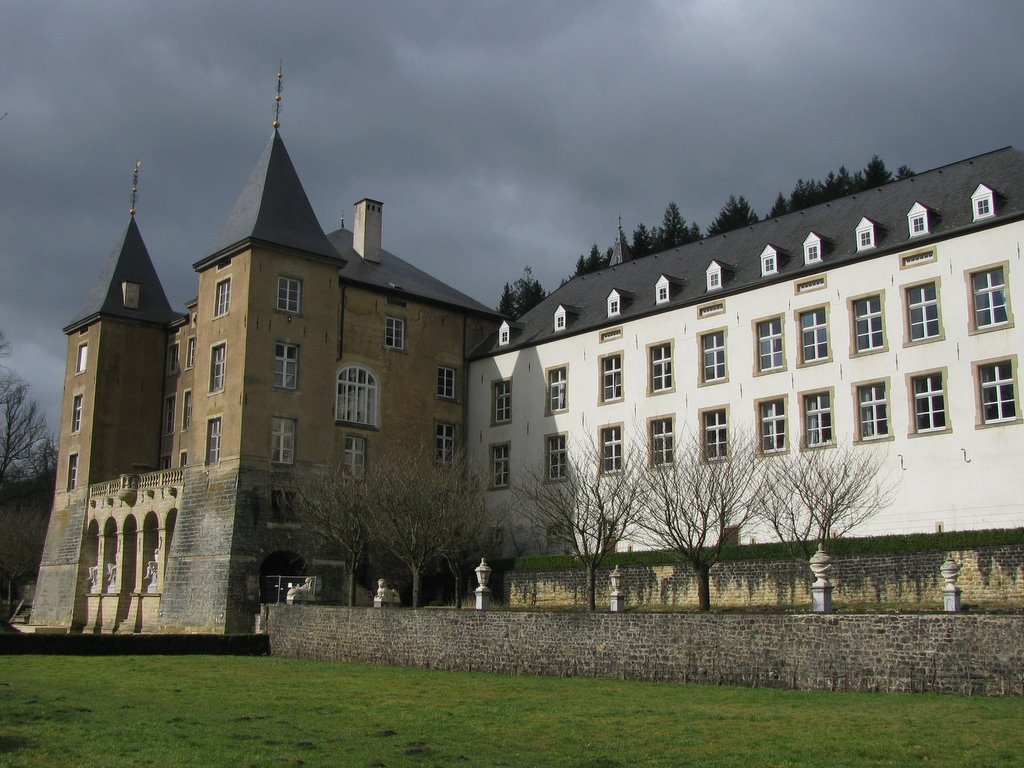
Новый замок Ансамбур
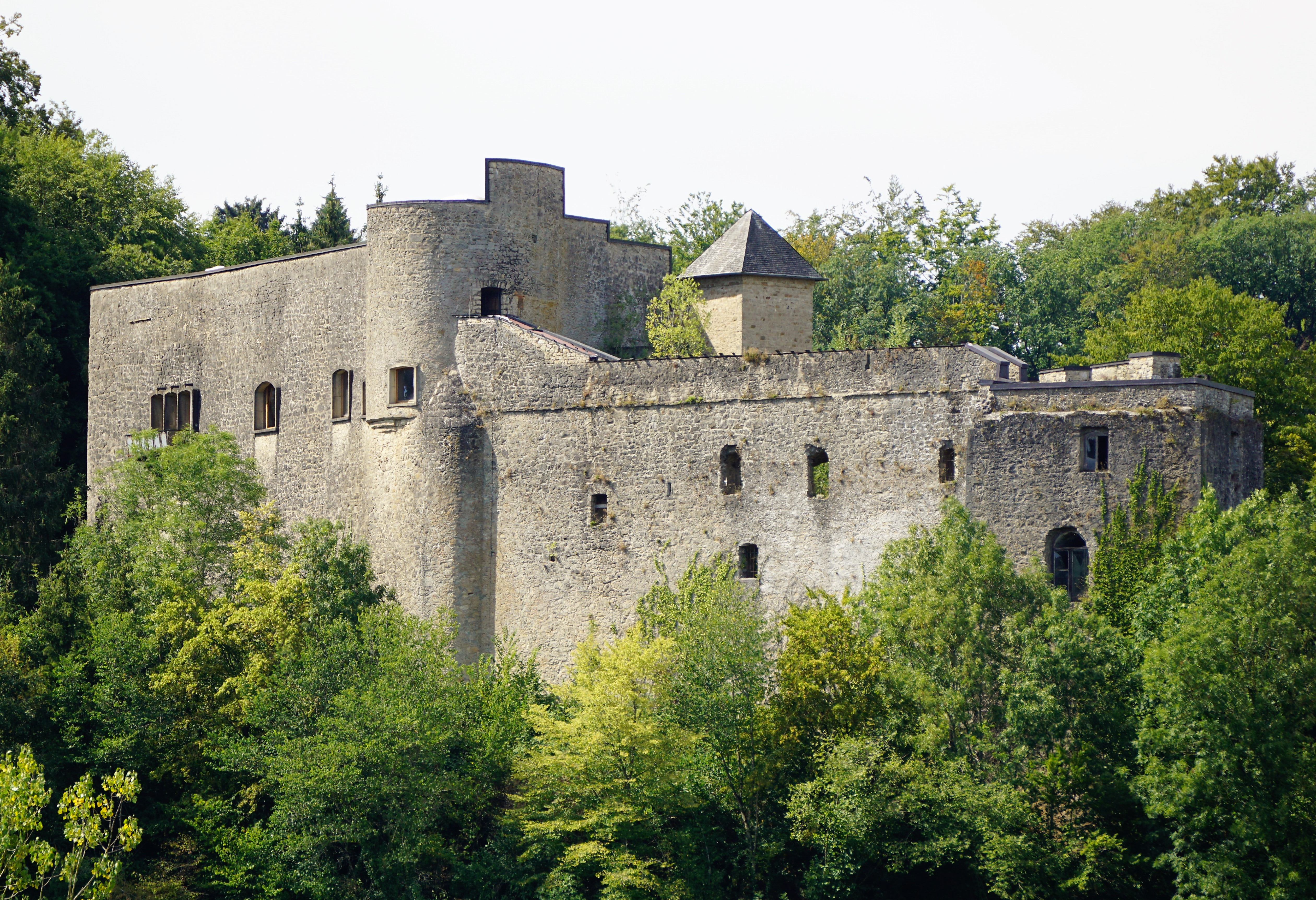
Замок Сетфонтен
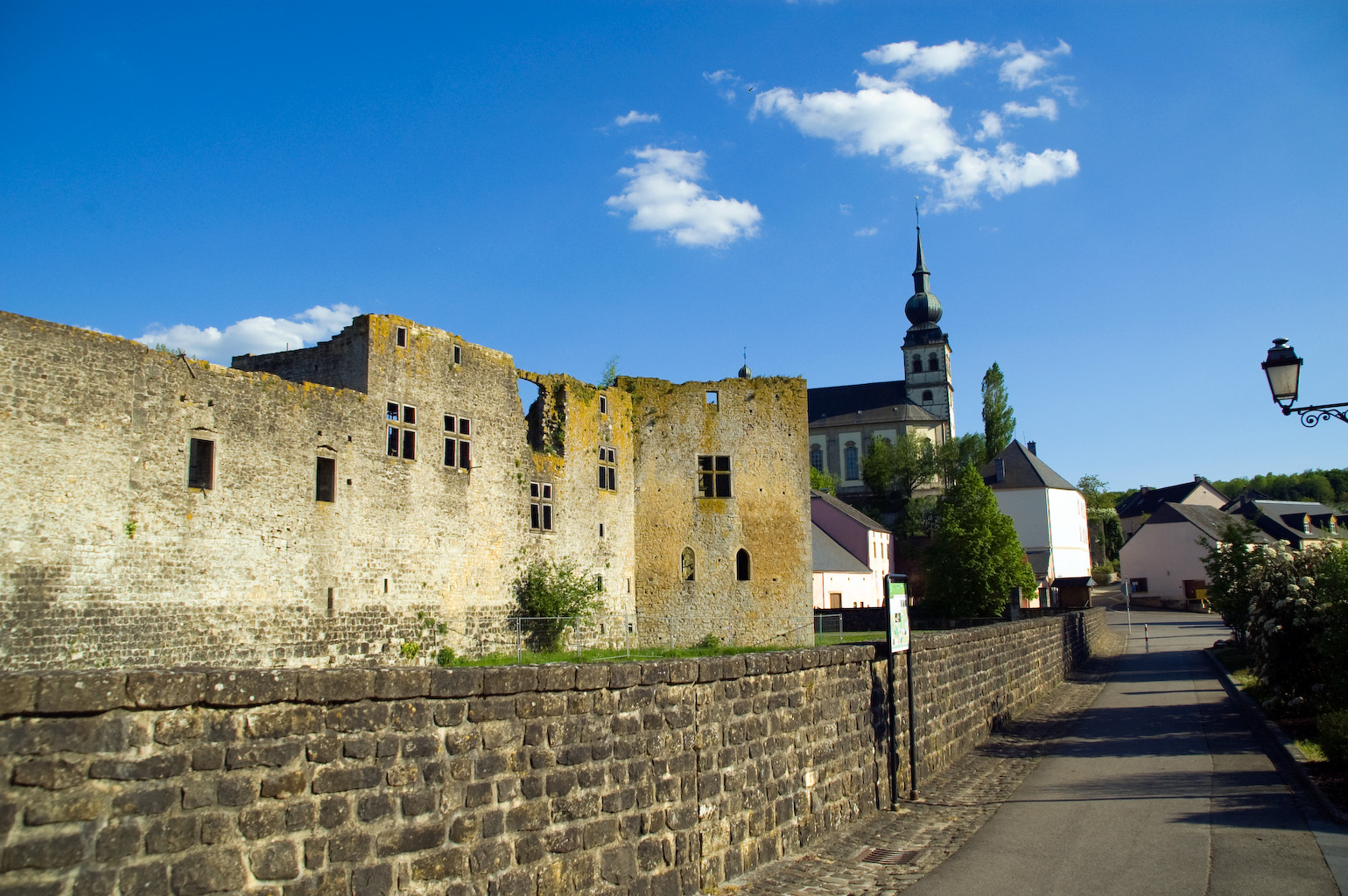
Замок Кёрих